# Abrahão Saliture
Abrahão Saliture (* 17. Dezember 1884 in Rio de Janeiro; † 30. April 1967 ebenda) war ein brasilianischer Ruderer und Wasserballspieler.

## Karriere
Saliture nahm an den Olympischen Spielen 1920 in Antwerpen teil. Hier scheiterte er im Ruderwettbewerb Vierer mit Steuermann im brasilianischen Boot als Zweiter des dritten Vorlaufs an der Finalqualifikation. Mit der Wasserballnationalmannschaft erreichte er den sechsten Rang. 1932 sollte er ein weiteres Mal an Olympischen Spielen teilnehmen und war für die brasilianische Wasserballmannschaft gemeldet, letztendlich kam er jedoch nicht zum Einsatz.